# تای دولا ساین
تایرن ویلیام گریفین جونیور (زادهٔ ۱۳ آوریل ۱۹۸۵) که به صورت حرفه‌ای با نام تای دولا ساین (به انگلیسی: Ty Dolla Sign) (به صورت نوشتاری: Ty Dolla $ign یا $Ty) فعالیت می‌کند، تهیه‌کننده موسیقی، ترانه‌نویس و خواننده اهل ایالات متحده آمریکا است. اولین فعالیت حرفه‌ای وی برمی‌گردد به سال ۲۰۱۰ که به عنوان خواننده مهمان در ترانهٔ «Toot It and Boot It» اثر وای‌جی حضور پیدا کرد. در تابستان ۲۰۱۳، او با لیبل تیلور گنگِ ویز خلیفا قرارداد امضا کرد. در نوامبر ۲۰۱۶، اولین آلبوم رسمی خودش را با عنوان تی‌سیِ آزاد منتشر کرد. این آلبوم در جایگاه چهاردهم بیلبورد ۲۰۰ قرار گرفت.